# 普罗韦斯
普罗韦斯（義大利語：Proves），是意大利波尔扎诺自治省的一个市镇。总面积18平方公里，人口273人，人口密度15.2人/平方公里（2009年）。ISTAT代码为021069。